# Особик
Особик — річка в Любомльському районі Волинської області, ліва притока Вижівки (басейн Дніпра).

## Опис
Довжина річки 13 км, похил річки — 1,2 м/км. Формується з багатьох безіменних струмків. Площа басейну 49,1 км².

## Розташування
Бере початок на північно-західній околиці села Мшанець і тече через нього переважно на південний схід. На північній стороні від села Чорноплеси впадає в річку Вижівку, праву притоку Прип'яті.